# Johann Nepomuk Fuchs (1842–1899)

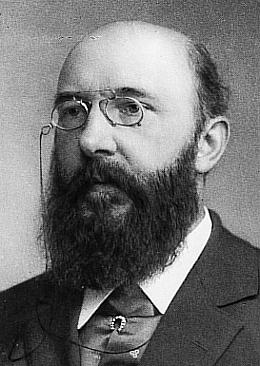
Johann Nepomuk Fuchs.

Johann Nepomuk Fuchs, född den 5 maj 1842 i Frauenthal, Steiermark, död den 15 oktober 1899 i Bad Vöslau, Nederösterrike, var en österrikisk dirigent. Han var bror till  tonsättaren Robert Fuchs.
Fuchs var operakapellmästare i Pressburg, Köln, Hamburg, Leipzig samt hovoperan i Wien. Han blev 1888 kompositionslärare vid Gesellschaft der Musikfreundes konservatorium i Wien och 1893 dess direktör. Fuchs komponerade operan Zingaria (1872) och bearbetade operor av Georg Friedrich Händel, Christoph Willibald Gluck och Franz Schubert.